# Diocesi di Saint-Denis
La diocesi di Saint-Denis (in latino Dioecesis Sancti Dionysii in Francia) è una sede della Chiesa cattolica in Francia suffraganea dell'arcidiocesi di Parigi. Nel 2022 contava 717.000 battezzati su 1.654.000 abitanti. È retta dal vescovo Étienne Guillet.

## Territorio
La diocesi comprende il territorio del dipartimento francese della Senna-Saint-Denis.
Sede vescovile è la città di Saint-Denis, nella banlieu di Parigi, dove si trova la basilica cattedrale di San Dionigi.
Il territorio si estende su 236 km² ed è suddiviso in 85 parrocchie, raggruppate in 4 zone apostoliche (zones apostoliques) e 18 settori pastorali (secteurs pastoraux). Il numero delle chiese e delle cappelle diocesane è di 117; molte di queste, edificate dopo la legge di separazione del 1905, sono di proprietà della diocesi.

### Cattedrale
La cattedrale di Saint-Denis, dedicata a san Dionigi, protovescovo dell'arcidiocesi di Parigi, era la chiesa dell'abbazia omonima. È una pietra miliare dell'architettura gotica e viene considerato il primo edificio costruito in questo stile.

## Storia
La diocesi è stata eretta il 9 ottobre 1966 con la bolla Qui volente Deo di papa Paolo VI, ricavandone il territorio dall'arcidiocesi di Parigi e dalla diocesi di Versailles. La diocesi, suffraganea dall'arcidiocesi di Parigi, copre il territorio del dipartimento della Senna-Saint-Denis, istituito dal governo francese con la legge del 10 luglio 1964 in sostituzione dei precedenti dipartimenti di Senna e di Seine-et-Oise.

## Cronotassi dei vescovi
Si omettono i periodi di sede vacante non superiori ai 2 anni o non storicamente accertati.
- Jacques Le Cordier † (9 ottobre 1966 - 1º aprile 1978 ritirato)
- Guy Gérard Deroubaix † (1º aprile 1978 succeduto - 8 gennaio 1996 deceduto)
- Olivier de Berranger, Ist. del Prado † (6 settembre 1996 - 15 gennaio 2009 dimesso)
- Pascal Delannoy (10 marzo 2009 - 28 febbraio 2024 nominato arcivescovo di Strasburgo)
- Étienne Guillet, dal 15 novembre 2024

## Statistiche
La diocesi nel 2022 su una popolazione di 1.654.000 persone contava 717.000 battezzati, corrispondenti al 43,3% del totale.
| anno | popolazione | popolazione | popolazione | presbiteri | presbiteri | presbiteri | presbiteri                | diaconi | religiosi | religiosi | parrocchie |
| anno | battezzati  | totale      | %           | numero     | secolari   | regolari   | battezzati per presbitero | diaconi | uomini    | donne     | parrocchie |
| ---- | ----------- | ----------- | ----------- | ---------- | ---------- | ---------- | ------------------------- | ------- | --------- | --------- | ---------- |
| 1969 | ?           | 1.249.000   | ?           | 281        | 245        | 36         | ?                         |         | 54        | 569       | 83         |
| 1980 | 1.128.000   | 1.322.000   | 85,3        | 237        | 171        | 66         | 4.759                     |         | 101       | 470       | 82         |
| 1990 | 1.190.000   | 1.385.000   | 85,9        | 203        | 143        | 60         | 5.862                     |         | 69        | 313       | 82         |
| 1999 | 1.293.000   | 1.503.000   | 86,0        | 161        | 118        | 43         | 8.031                     | 16      | 65        | 224       | 85         |
| 2000 | 1.189.000   | 1.382.100   | 86,0        | 151        | 109        | 42         | 7.874                     | 14      | 61        | 219       | 85         |
| 2001 | 1.189.000   | 1.382.400   | 86,0        | 155        | 109        | 46         | 7.670                     | 18      | 66        | 219       | 85         |
| 2002 | 600.000     | 1.382.100   | 43,4        | 157        | 105        | 52         | 3.821                     | 16      | 76        | 210       | 85         |
| 2003 | 600.000     | 1.382.100   | 43,4        | 159        | 107        | 52         | 3.773                     | 16      | 68        | 199       | 85         |
| 2004 | 600.000     | 1.382.100   | 43,4        | 168        | 108        | 60         | 3.571                     | 24      | 80        | 202       | 85         |
| 2010 | 660.000     | 1.513.000   | 43,6        | 138        | 101        | 37         | 4.782                     | 26      | 54        | 206       | 85         |
| 2014 | 673.400     | 1.542.761   | 43,6        | 140        | 96         | 44         | 4.810                     | 31      | 63        | 202       | 85         |
| 2017 | 672.400     | 1.549.817   | 43,4        | 157        | 101        | 56         | 4.282                     | 26      | 64        | 174       | 85         |
| 2020 | 718.300     | 1.657.000   | 43,3        | 143        | 89         | 54         | 5.023                     | 25      | 62        | 171       | 85         |
| 2022 | 717.000     | 1.654.000   | 43,3        | 111        | 79         | 32         | 6.459                     | 23      | 40        | 169       | 85         |